# Anna Ferzetti
Anna Ferzetti, née le 24 décembre 1982 à Rome (Latium) est une actrice de cinéma, de télévision et de théâtre italienne.

## Biographie
Fille de l'acteur Gabriele Ferzetti, elle a étudié dans une école allemande de Rome, avant de s'installer à Londres au début des années 2000 pour finalement revenir à Rome, sa ville natale.

### Vie privée
Depuis 2003, elle est liée à l'acteur Pierfrancesco Favino, avec lequel elle a eu deux filles.

## Filmographie

### Cinéma
- 2010 : Due vite per caso (it) de Alessandro Aronadio (it)
- 2010 : Sul mare (it) d'Alessandro D'Alatri
- 2012 : Inside the Stones de Alessio Della Valle
- 2014 : Stalker (it) de Luca Tornatore
- 2014 : L'Éveil d'Edoardo (Short Skin - I dolori del giovane Edo) de Duccio Chiarini
- 2016 : Slam - Tutto per una ragazza (it) d'Andrea Molaioli
- 2017 : Emma (it) (Il colore nascosto delle cose) de Silvio Soldini
- 2017 : Terapia di coppia per amanti (it) de Alessio Maria Federici (it)
- 2017 : En voiture Camille ! (Cercando Camille) de Bindu De Stoppani
- 2019 : All my Loving d'Edward Berger
- 2019 : Domani è un altro giorno (it) de Simone Spada (it)
- 2020 : Tutti per uno, uno per tutti de Giovanni Veronesi
- 2021 : Quarantenni in salita de Bindu De Stoppani
- 2021 : 3/19 (it) de Silvio Soldini
- 2022 : (Im)perfetti criminali (it) de Alessio Maria Federici (it)
- 2022 : My Soul Summer (it) de Fabio Mollo
- 2023 : I peggiori giorni (it) de Massimiliano Bruno et Edoardo Leo

### Télévision
- Le ragazze di Miss Italia (it) – téléfilm (2002)
- Il maresciallo Rocca (it) – série télé, 1 épisode (2003)
- Les Spécialistes : Investigation scientifique (R.I.S. - Delitti imperfetti) – série télé, épisode 5x05 Il libro della setta (2009)
- Puccini (it) – téléfilm (2009)
- Pane e libertà (it) – téléfilm (2009)
- La narcotici (it) – série télé, 2 épisodes (2011)
- L'ombra del destino (it) – série télé (2011)
- Rex (it) – série télé, 1 épisode (2011)
- Ultimo - L'occhio del falco (it) - téléfilm (2013)
- Benvenuti a tavola - Nord vs Sud (it) – série télé, 1 épisode (2013)
- Il Natale della mamma imperfetta (it) – téléfilm (2013)
- Una mamma imperfetta (it) – série télé, 1 épisode (2013)
- Il tredicesimo apostolo (it) – série télé, 11 épisodes (2014)
- Amore pensaci tu (it) – série télé, 2 épisodes (2017)
- Skam Italia (it) – série télé, 5 épisodes (2018)
- Rocco Schiavone – série télé, 8 épisodes (2016-2018)
- Carlo et Malik (Nero a metà) – série télé, épisodes 1x09 Viva gli sposi (2018)
- L'amore, il sole e l'altre stelle – téléfilm (2019)
- Duisburg - Linea di sangue (it) – téléfilm (2019)
- I segreti del mestiere – téléfilm (2019)
- Curon (it) – série télé, 7 épisodes (2020)
- Volevo fare la rockstar (it) – série télé (2022)
- Le fate ignoranti - La serie – série télé (2022)
- Call My Agent - Italia (it) – série télé (2023)
- Un'estate fa (it) – série télé (2023)